# Attalea weberbaueri
Attalea weberbaueri är en enhjärtbladig växtart som först beskrevs av Karl Ewald Maximilian Burret, och fick sitt nu gällande namn av Scott Zona. Attalea weberbaueri ingår i släktet Attalea och familjen Arecaceae. Inga underarter finns listade i Catalogue of Life.